# 150e méridien ouest
En géographie, le 150e méridien ouest est le méridien joignant les points de la surface de la Terre dont la longitude est égale à 150° ouest.

## Géographie

### Dimensions
Comme tous les autres méridiens, la longueur du 150e méridien correspond à une demi-circonférence terrestre, soit 20 003,932 km. Au niveau de l'équateur, il est distant du méridien de Greenwich de 16 698 km,.
Avec le 30e méridien est, il forme un grand cercle passant par les pôles géographiques terrestres.

### Régions traversées
En commençant par le pôle Nord et descendant vers le sud au pôle Sud, Le 150e méridien ouest passe par:
| Coordonnées           | Pays, territoire ou mer | Notes |
| --------------------- | ----------------------- | --- |
| 90° 00′ N, 150° 00′ O | Océan Arctique          | |
| 72° 20′ N, 150° 00′ O | Mer de Beaufort         | |
| 70° 28′ N, 150° 00′ O | États-Unis              | Alaska - passe par Anchorage (à 61° 12′ N, 150° 00′ O) |
| 59° 39′ N, 150° 00′ O | Océan Pacifique         | Passe juste à l'est de l'Île du Millénaire, Kiribati (à 9° 56′ S, 150° 12′ O) Passe juste à l'est de l'île de Moorea, Polynésie française (at 17° 30′ S, 149° 55′ O) |
| 60° 00′ S, 150° 00′ O | Océan Austral           | |
| 76° 32′ S, 150° 00′ O | Antarctique             | Frontière entre la Dépendance de Ross, Liste des territoires revendiqués par la Nouvelle-Zélande, et Liste des territoires non revendiqués                           |